# Teucrium pernyi
Teucrium pernyi là một loài thực vật có hoa trong họ Hoa môi. Loài này được Franch. miêu tả khoa học đầu tiên năm 1883.